# Pediodectes mitchelli
Pediodectes mitchelli är en insektsart som först beskrevs av Andrew Nelson Caudell 1911.  Pediodectes mitchelli ingår i släktet Pediodectes och familjen vårtbitare. Inga underarter finns listade i Catalogue of Life.